# Abarth
Abarth er et italiensk bilmærke og en racerbilsfabrikant. Virksomheden blev etableret i Torino i 1949 af østrigsk-italienske Carlo Abarth og italienske Armando Scagliarini og ejes i dag af Fiat, der benytter Abarth som et bilmærke. Logoet forestiller en skorpion på en rød og gul baggrund.

## Historie
Carlo Abarth begyndte sit velkendte samarbejde med Fiat i i 1952 og byggede Abarth 1500 Biposto sammen med Fiats mekanikere.
Abarth blev solgt til Fiat den 31. juli 1971 og virksomhedens racerhold blev solgt til Enzo Osella. Abarth blev til racersports afdelingen i Fiat, under ledelse af den berømte motordesigner Aurelio Lampredi.
I 2007 relancerede Fiat mærket med Grande Punto Abarth og Grande Punto Abarth S2000.

## Bilmodeller

### Klassiske Abarth-bilmodeller
- Fiat 500 Abarth
- Fiat Abarth 750 [5]
- Abarth 1000 TC (Fiat 600 Abarth)
- Abarth 1100 Scorpione Spider (Boano)
- Abarth 1500 Biposto
- Abarth Simca 2000 – coupé
- Abarth 204A Berlinetta
- Abarth 205A Berlinetta
- Alfa Romeo Abarth 2000 Coupe
- Abarth 207A Spyder
- Porsche 356B Carrera GTL Abarth
- Abarth Simca 1300 GT
- Fiat Abarth 850 TC Berlina
- Fiat Abarth OT1000
- Fiat Abarth OT1600
- Fiat Abarth OT2000 Coupe
- Fiat Abarth Zagato 750 Record Monza
- Fiat Abarth Zagato 750 Record Monza Bialbero
- Fiat Abarth Allemano 750 Spider
- Fiat Abarth 1000TCR Berlina
- Autobianchi A112 Abarth
- Abarth OT 1300
- Abarth Monomille
- Fiat Ritmo 125 TC Abarth
- Fiat Ritmo 130 TC Abarth
- Fiat 124 Abarth Rally
- Fiat 131 Abarth Rally

### Nye bilmodeller med Abarth-mærket (2007— )
- Abarth 500
- Abarth 500C
- Abarth 500 SS (Esseesse)
- Assetto Corsa Rally
- 595 Competizione
- 695 Tributo Ferrari
- 695 Biposto record (133 stk.)[6]
- 695c Edizione Maserati (499 stk.)[6]
- Abarth Grande Punto
- Abarth Grande Punto SS
- Abarth Punto Evo
- Abarth 124 Spider (2016-

Abarth 124 Spider er produceret af Mazda og baseret på Mazda MX-5 - dog samles Abarth 124 Spider på fabrikken Officine Abarth i Torino.
Abarth 124 Spider benytter samme 1.368cc 4-cylindrede MultiAir rækkemotor som Abarth 500 og Alfa Romeo-modellerne MiTo og Giulietta, her med 170hk (125kW) og 250Nm.